# Yugoslavia en los Juegos Olímpicos de Calgary 1988
Yugoslavia estuvo representada en los Juegos Olímpicos de Calgary 1988 por un total de 22 deportistas que compitieron en 7 deportes.  
El portador de la bandera en la ceremonia de apertura fue el esquiador alpino Bojan Križaj.

## Medallistas
El equipo olímpico yugoslavo obtuvo las siguientes medallas:
| Nombre                                               | Deporte         | Competición                |
| ---------------------------------------------------- | --------------- | -------------------------- |
| Oro                                                  |                 |                            |
| —                                                    |                 |                            |
| Plata                                                |                 |                            |
| Mateja Svet                                          | Esquí alpino    | Eslalon F                  |
| Matjaž Debelak Miran Tepeš Primož Ulaga Matjaž Zupan | Saltos en esquí | Trampolín largo por eqs. M |
| Bronce                                               |                 |                            |
| Matjaž Debelak                                       | Saltos en esquí | Trampolín largo M          |